# Westfield (Maine)
Westfield – miasto w Stanach Zjednoczonych, w stanie Maine, w hrabstwie Aroostook.